# Liên đoàn quốc tế các Hiệp hội các nhà sản xuất phim
Liên đoàn quốc tế các Hiệp hội các nhà sản xuất phim (tiếng Pháp: Fédération Internationale des Associations de Producteurs de Films, viết tắt là FIAPF; tiếng Anh: International Federation of Film Producers Associations) là một tổ chức quốc tế gồm 31 hiệp hội thành viên từ 25 nước sản xuất các sản phẩm thính thị (audiovisual) hàng đầu. Liên đoàn này được thành lập năm 1933, có trụ sở tại Paris, Pháp.
Liên đoàn đảm nhiệm việc giám sát các Liên hoan phim quốc tế, trong đó có một số liên hoan phim quan trọng nhất thế giới.
Ngoài ra, Liên đoàn cũng giúp các nhà sản xuất phim công thức hóa các hợp đồng và điều phối các hoạt động chính trị trong các lãnh vực chủ yếu sau:
- Quyền tác giả và pháp chế liên quan tới quyền sở hữu trí tuệ
- Buộc tôn trọng pháp chế về quyền sở hữu trí tuệ & chống các hành động sao chép bất hợp pháp
- Triển khai các công nghệ kỹ thuật số và tác động của chúng trên chuỗi giá trị thính thị
- Tiến hành tiêu chuẩn hóa kỹ thuật
- Chỉnh đốn các phương tiện truyền thông
- Các cơ chế tài trợ phim trong khu vực công và tư
- Các vấn đề liên quan tới thương mại

## Các hội viên của Liên đoàn
- Asociación General de Productores Cinematográficos (Argentina)
- Instituto Nacional de Cine y Artes Visuales (Argentina)
- Screen Producers Association of Australia (SPAA, Úc)
- Fachverband der Audiovisions und Filmindustrie (Úc)
- Canadian Film and Television Production Association (Canada)
- China Filmmakers Association (Trung quốc)
- Audiovisual Producers' Association (APA, Cộng hòa Séc)
- Danish Film and TV Producers (Đan Mạch)
- Egyptian Chamber of Cinema Industry (Ai Cập)
- Suomen Elokuvatuottajien Keskusliitto (SEK, Phần Lan)
- Spitzenorganisation der Filmwirtschaft e.V. (SPIO, Đức)
- Association of Icelandic Films Producers (Iceland)
- Film Federation of India (Ấn Độ)
- National Film Development Corporation of India (NFDC, (Ấn Độ)
- The Iranian Alliance of Motion Picture Guilds - Khaneh Cinema (Iran)
- Unione Nazionale Produttori Film (ANICA, Ý)
- Motion Picture Producers Association of Japan (Nhật Bản)
- Netherlands Association of Feature Film Producers (Hà Lan)
- Screen Production and Development Association (SPADA, New Zealand)
- Norske Film and TV Produsenters Forening (Na Uy)
- Film Producers Guild of Russia (Nga)
- Motion Picture Producers Association of Korea (Nam Triều Tiên)
- Korean Motion Picture Producers Association (Nam Triều Tiên)
- Korean Film Commission (KOFIC, Nam Triều Tiên)
- Federación de Asociaciones de Produtores Audiovisuales de Espana (Tây Ban Nha)
- Swedish Filmproducers' Associations (Thụy Điển)
- Producers Alliance for Cinema and Television (Vương quốc Anh)
- Independent Film and Television Alliance (Hoa Kỳ)
- Motion Pictures Association (Hoa Kỳ)

## Các liên hoan phim được FIAPF công nhận

### Các liên hoan phim có chiếu phim tranh giải
- Liên hoan phim Berlin
- Liên hoan phim Mar del Plata
- Liên hoan phim Cannes
- Liên hoan phim quốc tế Thượng Hải
- Liên hoan phim quốc tế Moskva
- Liên hoan phim quốc tế Karlovy Vary
- Liên hoan phim quốc tế Locarno
- Liên hoan phim thế giới Montreal
- Liên hoan phim Venezia
- Liên hoan phim quốc tế San Sebastián
- Liên hoan phim quốc tế Tokyo
- Liên hoan phim quốc tế Cairo